# 사르코디아과
사르코디아과(Sarcodiaceae)는 진정홍조강 곱슬이목에 속하는 홍조류과의 하나이다. 3속 25종을 포함하고 있다.

## 하위 속
- Dicurella - 유일종 D. elatior
- 사르코디아속 (Sarcodia) - 15종
- Trematocarpus - 9종